# التحالف من أجل بحوث السياسات والنظم الصحية
التحالف من أجل بحوث السياسات والنظم الصحية (التحالف) هو شراكة دولية تستضيفها مقر منظمة الصحة العالمية وتعمل على تحسين صحة أولئك الذين هم في البلدان المنخفضة والمتوسطة الدخل من خلال استخدام جميع السبل التي تعزز النظم الصحية.

## التاريخ
وبناء على توصيات اللجنة المخصصة المعنية بالبحوث الصحية التابعة لمنظمة الصحة العالمية في عام 1996، التي اعترفت بدور البحوث في تعزيز السياسات الصحية والتطوير العام للنظم الصحية، اجتمعت مجموعة من القادة الصحيين العالميين - بمن فيهم كبار العلماء وصناع السياسات وممثلو مختلف الوكالات والبرامج التي لها مصلحة في بحوث السياسات والنظم الصحية - في ليجوندال السويد. وفي ذلك الاجتماع، اتفق الخبراء على الحاجة إلى إنشاء هيئة تعالج مجالات السياسات الصحية وبحوث النظم. على الرغم من أن التحالف استغرق ما يقرب من عامين بعد ذلك الاجتماع، إلا أنه تأسس رسمياً في عام 1999. ومنذ ذلك الحين، لم يتغير هدفها الرئيسي بشكل كبير.

## التنظيم والحكومة
وللتحالف أمانة عامة مستضافة في مقر منظمة الصحة العالمية في جنيف، سويسرا. وتدير الأمانة التنفيذ اليومي لخطة عمل التحالف. ويشرف على عمل الأمانة كل من مجلس التحالف، وهو الهيئة الإدارية للتحالف، واللجنة الاستشارية العلمية والتقنية للتحالف، المسؤولة عن تقديم المشورة العلمية والتقنية إلى المجلس والأمانة العامة.
يعمل التحالف بشكل رئيسي من خلال إصدار وإدارة المنح التي تحقق أهدافه الأساسية الأربعة:
- توفير منتدى فريد لمجتمع بحوث السياسات والنظم الصحية؛
- دعم القدرة المؤسسية على إجراء بحوث السياسات والنظم الصحية والاستفادة منها؛
- تحفيز توليد المعرفة والابتكارات لتعزيز التعلم والقدرة على الصمود في النظم الصحية؛ و
- زيادة الطلب على المعرفة واستخدامها لتعزيز النظم الصحية.

فهي، على سبيل المثال راعية أساسية لندوة بحوث النظم الصحية التي تنظمها المنظمة العالمية للنظم الصحية كل سنتين. كما شاركت في تطوير أو تكليف مجموعة واسعة من التقارير والمبادئ التوجيهية والمقالات الصحفية التي تقدم مجال HPSR.